# Kurt Hamann

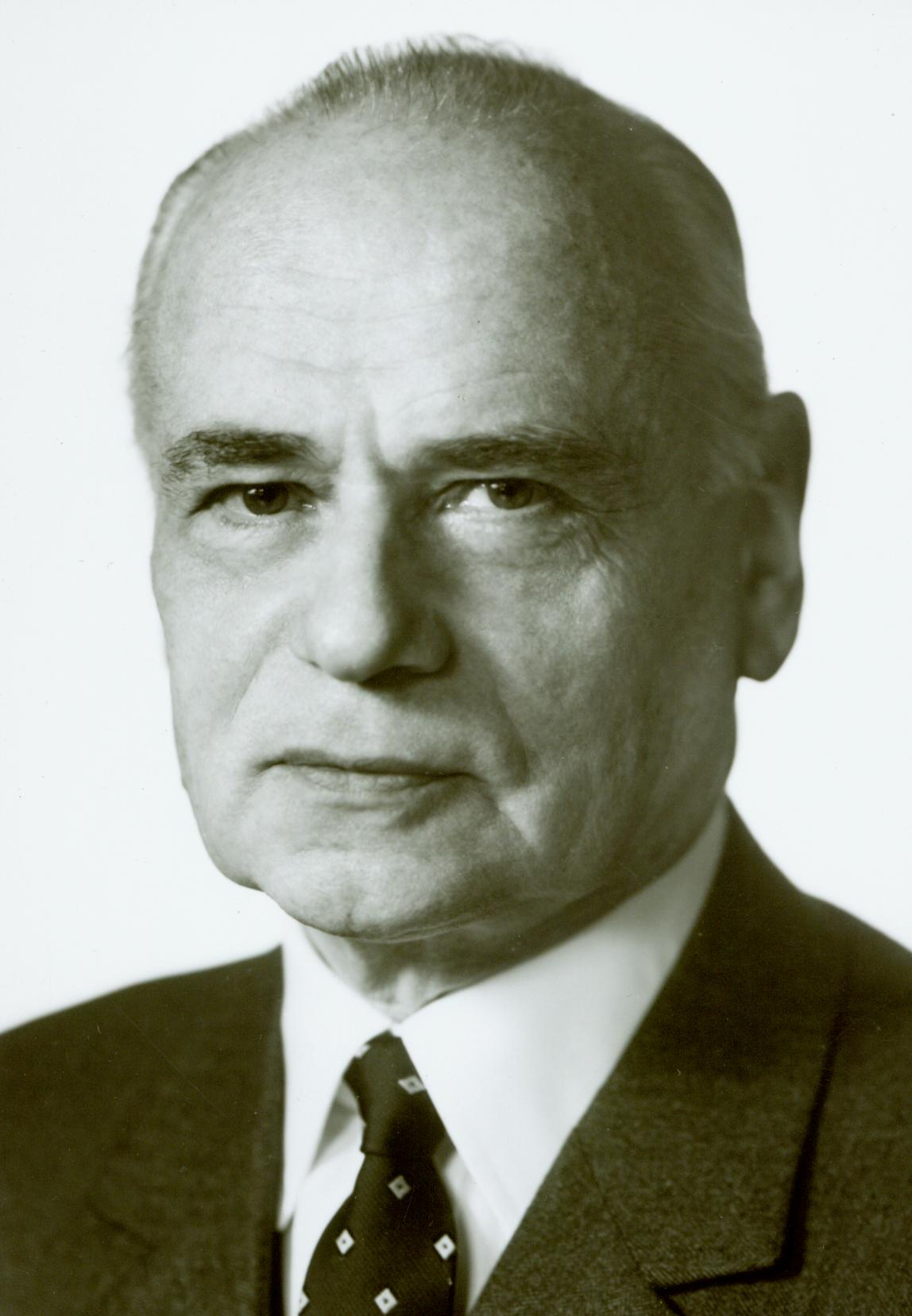
Kurt Hamann

Kurt Hamann (* 26. September 1898 in Berlin; † 13. Oktober 1981) war ein deutscher Jurist (Dr. jur.) und Vorstandsvorsitzender.

## Leben
Hamann war promovierter Jurist und Landgerichtsrat a. D.
Er arbeitete zunächst im Reichswirtschaftsministerium und bei der Export-Kreditversicherung, bis er 1932 zur Victoria-Versicherung wechselte.
Als Generaldirektor (seit 1935) war er Vorsitzender des Vorstands der Victoria zu Berlin Allgemeinen Versicherungs AG, der Victoria Feuer-Versicherungs-AG und der Victoria Rückversicherungs AG, alle Berlin. Zudem war Hamann Mitglied verschiedener Aufsichtsräte.
Hamann war von 1935 bis 1968 Vorstandsvorsitzender der Victoria-Versicherung.
Kurt Hamann starb 1981 im Alter von 83 Jahren. Sein Grab befindet sich auf dem St.-Annen-Kirchhof in Berlin-Dahlem.

## Auszeichnungen
- 1953 – Großes Bundesverdienstkreuz
- 1978 – Großes Bundesverdienstkreuz mit Stern

Dr. Kurt-Hamann-Stiftung

## Veröffentlichungen
- Erzwingung von Zuzahlungen auf Aktien eines notleidenden Unternehmens. Marburg 1926 (zugleich juristische Dissertation)
- Hundert Jahre Viktoria Versicherungen: 1853–1953. Berlin 1953. Bei google.books